# Yoshio Tsuchiya
Yoshio Tsuchiya  (jap. 土屋 嘉男, Tsuchiya Yoshio; * 18. Mai 1927 in Kōfu, Präfektur Yamanashi, Japan; † 8. Februar 2017) war ein japanischer Schauspieler.

## Leben und Karriere
Yoshio Tsuchiya wurde als Sohn eines Literaturprofessors geboren und machte 1952 im Alter von 25 Jahren sein Filmdebüt. Tsuchiyas zweiter Film war der Klassiker Die sieben Samurai (1954) von Regisseur Akira Kurosawa, wo er als Farmer Rikichi seine Frau in den Flammen eines Hauses verliert. Auch in weiteren Filmen von Akira Kurosawa wurde Tsuchiya in Nebenrollen eingesetzt. Bekanntheit erlangte er aber auch vor allem aus Filmen des Produktionsstudios der Tōhō vor allem in den Kaijū-Filmen wie Das Grauen schleicht durch Tokio, Varan – Das Monster aus der Urzeit oder Befehl aus dem Dunkel. Zudem verkörperte er Nebenrollen in mehreren Godzilla-Filmen. Tsuchiya trat nicht nur in vielen Science-Fiction- und Horrorfilmen auf, sondern er besitzt auch ein großes Interesse an ähnlichen Themen und veröffentlichte unter anderem Bücher über UFOs.
Während Tsuchiya ein vielbeschäftigter Darsteller im japanischen Kino der 1950er- und 1960er-Jahre war, zog er sich nach 1970 hauptsächlich zur Theaterarbeit zurück. Gelegentlich drehte er aber immer noch Filme, so etwa im Jahre 1991 in Godzilla – Duell der Megasaurier und zuletzt 2014 in Yamauchi Keisuke: The Kayô Movie Shôwa kayô kiki ippatsu!.

## Filmografie (Auswahl)
- 1952: Satsujin Yôgisha
- 1954: Die sieben Samurai (Shichinin no samurai)
- 1955: Godzilla kehrt zurück (Gojira no gyakushū)
- 1955: Bilanz eines Lebens (Ikimono no Kiroku)
- 1957: Das Schloss im Spinnwebwald (Kumonosu-jō)
- 1957: Weltraumbestien (Chikyû Bōeigun)
- 1958: Die verborgene Festung (Kakushi Toride no San-Akunin)
- 1958: Das Grauen schleicht durch Tokio (Bijo to Ekitai Ningen)
- 1958: Varan – Das Monster aus der Urzeit (Daikaijū Baran)
- 1958: Der Rikschamann (Muhomatsu no issho)
- 1959: Krieg im Weltenraum (Uchū daisensō)
- 1960: Die Bösen schlafen gut (Warui yatsu hodo yoku nemuru)
- 1961: Yojimbo – Der Leibwächter (Yōjimbō)
- 1962: Chûshingura
- 1962: Sanjuro (Tsubaki Sanjūrō)
- 1963: Matango
- 1963: Zwischen Himmel und Hölle (Tengoku to Jigoku)
- 1965: Rotbart (Akahige)
- 1965: Befehl aus dem Dunkel (Kaijū daisensō)
- 1965: Frankenstein – Der Schrecken mit dem Affengesicht (Furankenshutain Tai Chitei Kaijū Barago)
- 1967: Frankensteins Monster jagen Godzillas Sohn (Kaijūtō no kessen: Gojira no musuko)
- 1968: Kiru
- 1968: Frankenstein und die Monster aus dem All (Kaijū Sōshingeki)
- 1969: Pfahl in meinem Fleisch (Bara no Sōretsu)
- 1970: Monster des Grauens greifen an (Gezora, Ganime, Kamēba: Kessen! Nankai no Daikaijū)
- 1983: Shôsetsu Yoshida gakko
- 1984: Kin'yōbi no tsumatachi e (Fernsehserie, 14 Folgen)
- 1991: Godzilla – Duell der Megasaurier (Gojira tai Kingu Ghidora)
- 2014: Yamauchi Keisuke: The Kayō Movie Shōwa kayō kiki ippatsu!